# Nérondes
Nérondes település Franciaországban, Cher megyében. Lakosainak száma 1412 fő (2022. január 1.). Nérondes Bengy-sur-Craon, Chassy, La Guerche-sur-l’Aubois, Ignol, Saint-Hilaire-de-Gondilly, Tendron és Baugy (Cher) községekkel határos.

## Népesség
A település népessége az elmúlt években az alábbi módon változott:
| Lakosok száma | 1306 | 1343 | 1521 | 1515 | 1596 | 1526 | 1481 | 1466 | 1448 | 1412 |
|               | 1968 | 1982 | 1990 | 2006 | 2013 | 2015 | 2017 | 2019 | 2020 | 2022 |